# 劉南碩
劉 南碩（ユ・ナムソク、朝鮮語:유남석、1957年5月1日 - ）は、韓国の裁判官。憲法専門家で、革新系の判事で構成する「ウリ法研究会」の創設メンバーとしても知られる。

## 来歴
全羅南道木浦市出身。本貫は江陵劉氏。京畿高等学校、ソウル大学法学部を卒業後、1981年に司法試験に合格。司法研修院での課程を修了後（第13期）、1986年、裁判官に任官し、ソウル民事地方法院に配属。その後、済州地方法院判事、ソウル高等法院判事、ソウル中央地方法院部長判事、大田高等法院部長判事、大法院選任裁判研究官、憲法裁判所首席部長研究官、ソウル高等法院部長判事、ソウル北部地方法院長、光州高等法院長などを歴任。2017年11月11日、憲法裁判所裁判官に就任。
2018年9月20日、国会本会議で劉の憲法裁判所長任命同意案が賛成185票、反対40票、無効4票で可決され、翌9月21日、憲法裁判所長に就任。憲法裁判所長在任中、北朝鮮を称賛・鼓舞し、これに同調した者を処罰する国家保安法第7条1項について「表現の自由などを侵害しない」とし、合憲を維持する判決を下した。2023年11月10日、退任。